# Bianchi S 6
Der Bianchi S 6 ist ein Pkw-Modell. Hersteller war Bianchi aus Italien.

## Beschreibung
Dieses Fahrzeug war das erste von Bianchi mit einem Sechszylindermotor. Der Bau begann in der zweiten Hälfte der 1930er Jahre, spätestens 1938, und endete vermutlich 1939 kriegsbedingt. Die Fahrzeuge wurden sowohl zivil als auch ans Militär verkauft. Der Absatz blieb gering.
Die Zylinderabmessungen des Sechszylindermotors entsprachen mit 68 mm Bohrung und 100 mm Hub exakt denen des Vierzylindermotors des Bianchi S 9. Das ergab 2179 cm³ Hubraum. Der Motor leistete 52 PS bei 4000 Umdrehungen in der Minute.
Üblich für die damalige Zeit waren Frontmotor, Kardanwelle und Hinterradantrieb. Das Getriebe hatte vier Gänge. Einzige bekannte Karosserieform war eine viertürige Limousine. Das Leergewicht betrug 1550 kg. Der Treibstofftank fasste 65 Liter. 105 km/h Höchstgeschwindigkeit und 16 Liter Verbrauch auf 100 km waren angegeben.
Eine andere Quelle gibt 2985 mm Radstand, 1420 mm Spurweite, 4840 mm Länge, 1700 mm Breite, 1700 mm Höhe und ebenfalls 1550 kg Leergewicht an.
Der VM 6 C basierte auf diesem Modell.
Ein erhaltenes Fahrzeug ist im Museo Storico della Motorizzazione Militare in Rom ausgestellt.